# عید تت

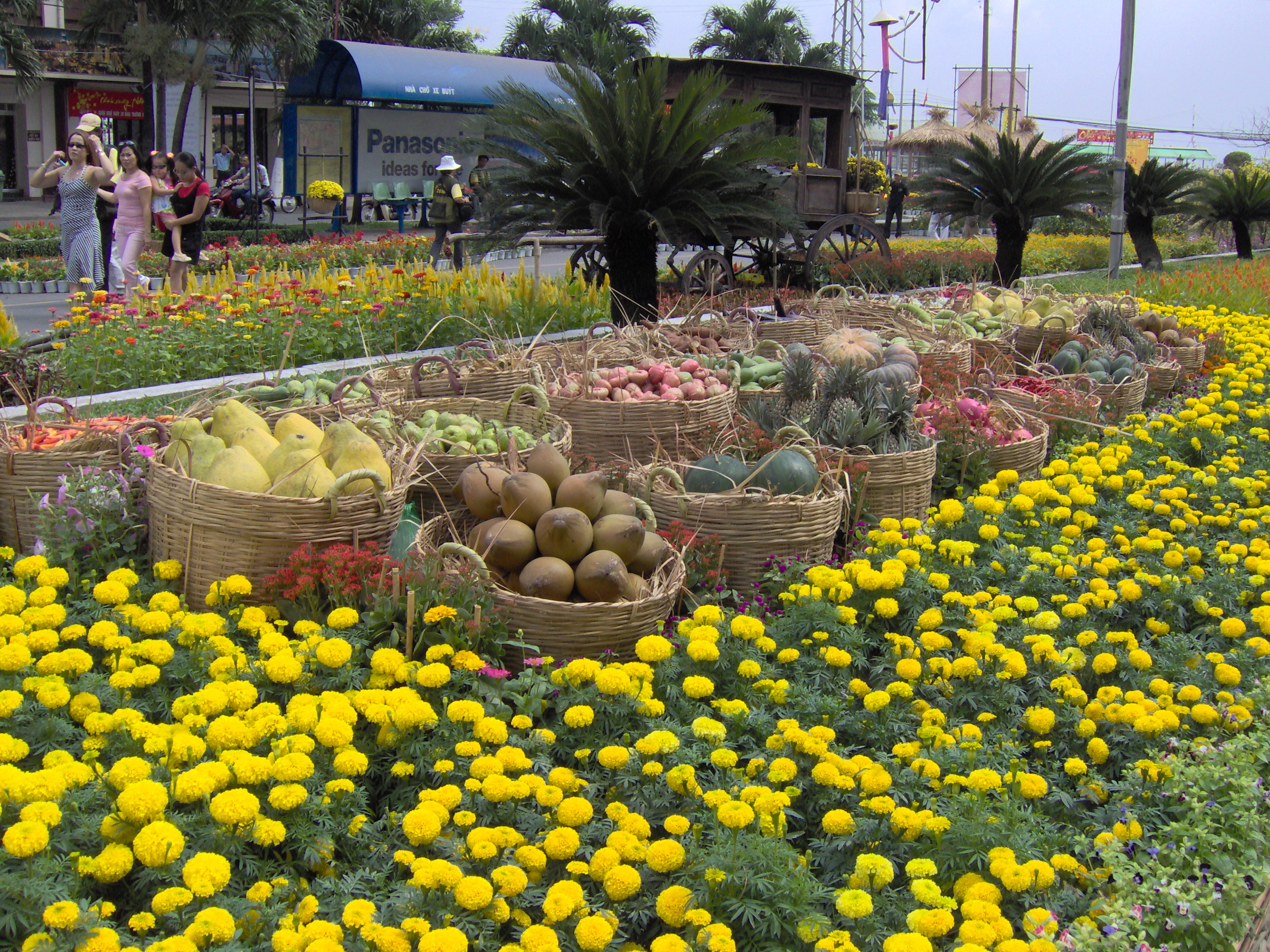
جشن تت در سایگون.

عید تت (به ویتنامی: Tết Nguyên Đán) عید سال نو و مهم‌ترین جشن مردم ویتنام است.
این عید توسط مردم «آنام» رسمیت یافت.
تت در همان روز سال نوی چینی جشن گرفته می‌شود ولی گاه به خاطر اختلاف ساعت میان هانوی و پکن یک روز جابه‌جا می‌شود. عید تت از جشن سال نوی چینی مشتق شده و همسانی‌های زیادی نیز با آن دارد.